# Ain (departement)
 For alternative betydninger, se Ain. (Se også artikler, som begynder med Ain)
Ain ( fransk udtale ?) er et fransk departement.
Departementet er beliggende i regionen Auvergne-Rhône-Alpes i den østlige del af landet og støder op til
Schweiz. Departementets hovedby hedder Bourg-en-Bresse og er en by på omkring 40.000 (2010).
Departementet er især kendt for sin landbrugsproduktion. Det er blandt andet herfra Bresse-kyllingerne kommer.

## Geografi

### Beliggenhed
Departementet ligger i den midt-østlige del af Frankrig og støder op til Schweiz. Departementet har et meget varieret landskab,
med såvel bjerge som mere flade områder.
- Bjerget Le Reculet er det næsthøjeste i Jurabjergene
- Byen Ferney-Voltaire set fra luften
- Søen Eaux Bleues

### Hydrografi
Flere floder løber igennem departementet, udover floden Ain, gælder det også for Rhone og Saone, hvilket også betyder, at der er flere søer i området herunder: Ambléonsøen, Conzieusøen, Divonnesøen og Eaux Bleuessøen
- Coiseletsøen
- Floden Ain ved Pont-de-Poitte
- Albarinevandfaldet

### Demografi
Departementet består af 393 kommuner med tilsammen over 600.000 indbyggere (2017).
| 1968    | 1975    | 1982    | 1990    | 1999    | 2008    |
| ------- | ------- | ------- | ------- | ------- | ------- |
| 339.262 | 376.477 | 418.516 | 471.019 | 515.478 | 581.355 |

## Historie

### De første beboere
De første indbyggere man kender til i området kom til Bresse og Dombes omkring 15.000 år f.Kr. efter at Rhônegletscheren
havde trukket sig tilbage og gjort området beboeligt. Disse første beboere ernærede sig ved jagt og fiskeri, men fik dog også tid til, at udtrykke deres kreative sider, som man kan se det på hulemalerierne ved Colombière
Under pres fra germanske stammer emigrerede helveterne fra Pays de Gex, hvor de ellers boede, omkring år 58 f.Kr. mod vest og stødte derved ind i flere folkeslag, der boede her. Dette fik Julius Cæsar til at gå ind for at genoprette freden, men igangsatte derved sin erobring af Gallien.

### Middelalderen
Omkring år 450 tager barbarenes invasioner livet af de sidste rester af det romerske imperium og Ain bliver
herefter opslugt af det	store franske kongerige. Området bliver kristnet og klosteret i Belley bliver opført i begyndelsen af det 5. århundrede.
I 843 bliver Ain, ved indgåelsen af Verduntraktaten overdraget til det frankiske kongedømme
Lotharingie, hvilket får den konsekvens at departementets nordlige grænse, også i dag, markerer grænsen mellem nord- og Sydfrankrig. I Ain taler man fransk-provencalsk, som er et langue d'Oc.
Greverne af Savoie rykker ind i området omkring det 11. århundrede. Deres ekspansionstrang bringer dem på
kollisionskurs med greverne af Dauphiné, som også har interesser i området og det udvikler sig til en krig, der først bliver bragt til ophør med Paristraktaten i 1354-55, som overdrager alle de dauphinske områder på højresiden af Rhône-floden til Savoiegreverne.

### Overgang til Frankrig
I begyndelsen af det 16. århundrede, da greverne af Savoie er på højden af deres magt, arver Margrete af Østrig landet
Ain. Efter hendes død, gør Frants I krav på Savoie og han erobrer området i 1536. I 1559 bliver Savoie (og dermed også Ain) imidlertid atter frit. Henrik 4. af Frankrig generobrer området og ved freden i Lyon i 1601, overgår det meste af Ain til Bourgogne. Den eneste del, der ikke følger med er Spaniervejen, som er betegnelsen på Valserine-dalen, som forbliver en del af Savoyen.
Efter revolutionen i 1789, bliver departementerne Ain og Léman oprettet i 1790. I 1802
bliver departementet delt op i 4 arrondissementer. Arrondissementet Gex overgår til departementet Léman, som bliver invaderet af østrigerne i 1814. Arrondissementet kommer dog tilbage til Ain allerede i 1815 efter Freden i Wien.

### Moderne tider
I det 19. århundrede pågår der en enorm udvikling i landbruget i regionen. Moderne landbrugsteknikker holder sit indtog,
man begynder at forstå betydningen af gødning, den moderne plov bliver indført og der bliver oprettet bønderforsamlinger,
hvor bønderne kan udveksle erfaringer til forbedring af produktiviteten.
Samtidig sker der store ændringer i landskabet idet man udtørrer flere søer og man opretter et stort antal osterier. Flere jernbanelinier holder sit indtog i området herunder ruterne: Paris – Rom, Lyon – Genève og Lyon – Strasbourg.
Selve 1. verdenskrig går let hen over Ain, men på grund af, at mange af regionens sønner kæmper i Nordfrankrigs mudder, er der mange vinmarker, der går til og området overgår langsomt men sikkert til, at blive en industriregion. I 1921 begynder man, at udvinde naturgas omkring Vaux-en-Bugey, imidlertid går krisen i 1929 hårdt ud over området, der må lukke omkring 20% af fabrikkerne.
2. verdenskrig går hårdere ud over regionen, i form af direkte krigshandlinger, således bliver Bourg bombet 16. juni 1940
og senere i krigen pågår der mange kampe mellem modstandsbevægelsen og de tyske tropper. Efterhånden som freden nærmer sig, bliver den tyske undertrykkelse mere og mere brutal og befrielsen 1. september 1944 bliver derfor netop det: En befrielse. Omkring 600 personer bliver i løbet af krigen deporteret fra området.